# Here I Am (Groundation)
Here I Am è un album del gruppo reggae californiano Groundation ed è datato 2009.

## Tracce
1. Run The Plan - 7.20
2. Everyone Could Lose - 3.31
3. So Blind - 4.35
4. Time Come - 7.30
5. By All Means - 3.48
6. Blues Away - 4.54
7. Not So Simple - 5.57
8. Here I Am - 6.45
9. You Can Profit - 3.55
10. Beating Heart - 4.11
11. Walk Upright - 4.49
12. Golan to Galilee - 3.22